# Fantastická žena
Fantastická žena (Una mujer fantástica) je koprodukční hraný film z roku 2017, který režíroval Sebastián Lelio podle vlastního scénáře. Snímek měl světovou premiéru 12. února 2017 na Mezinárodním filmovém festivalu v Berlíně, kde získal cenu Teddy Award a Stříbrného medvěda. Jako první film chilské kinematografie byl též oceněn Oscarem.

## Děj
Mladá trans žena Marina pracuje v Santiagu de Chile jako servírka v baru a občas se objeví jako zpěvačka. Současně cvičí, aby se mohla stát operní pěvkyní. Žije s o 20 let starším podnikatelem Orlandem, který kdysi kvůli ní opustil svou rodinu. Orlando však nečekaně umírá a Marina se dostává do konfliktu s pozůstalými. Orlandův dospělý syn Bruno ji vypudí z bytu svého a Orlandova bývalá manželka Sonia jí zakáže zúčastnit se zádušní mše a pohřbu. Marina se také dostává do konfliktu s detektivkou Adrianou, která má podezření na jejím podílu na smrt Orlanda. Marina se tak musí vypořádat nějen se ztrátou milence, ale i nepřátelsky nakloněným okolím.

## Obsazení
| Daniela Vega      | Marina Vidal   |
| Francisco Reyes   | Orlando Onetto |
| Luis Gnecco       | Gabo           |
| Aline Kuppenheim  | Sonia          |
| Nicolás Saavedra  | Bruno          |
| Amparo Noguera    | Adriana        |
| Néstor Cantillana | Gaston         |
| Alejandro Goic    | lékař          |
| Antonia Zegers    | Alessandra     |
| Sergio Hernandez  | učitel zpěvu   |

## Ocenění
- Berlinale – Stříbrný medvěd (nejlepší scénář), Teddy Award (nejlepší celovečerní film), zvláštní ocenění ekumenické poroty
- Cabourg Film Festival – nejlepší film
- San Sebastián International Film Festival – Premio Sebastiane (nejlepší latinskoamerický film)
- Havana Film Festival – speciální cena poroty (nejlepší film)
- Black Film Critics Circle Award – nejlepší zahraniční film
- Premio Fénix – nejlepší film, nejlepší režie, nejlepší herečka (Daniela Vega)
- National Board of Review – výběr mezi pět nejlepších cizojazyčných filmů
- Palm Springs International Film Festival – Cine Latino Award pro Sebastiána Lelioa (zvláštní ocenění), FIPRESCI – Daniela Vega (nejlepší herečka)
- Premio José María Forqué – nejlepší iberoamerikánský film
- Goya – nejlepší iberoamerikánský film
- Independent Spirit Award – nejlepší zahraniční film
- DRAMAqueen – nejlepší LGBT film roku
- Oscar – nejlepší cizojazyčný film
- nominace mj. na Zlatý glóbus (nejlepší cizojazyčný film) a Critics' Choice Movie Awards (nejlepší cizojazyčný film)